# Kondé (Benin)
Kondé ist ein Arrondissement im Département Donga im westafrikanischen Staat Benin. Es ist eine Verwaltungseinheit, die der Gerichtsbarkeit der Kommune Ouaké untersteht.

## Demografie und Verwaltung
Gemäß der Volkszählung 2013 des beninischen Statistikamtes INSAE hatte das Arrondissement 8138 Einwohner, davon waren 3968 männlich und 4170 weiblich.
Von den 61 Dörfern und Quartieren der Kommune Ouaké entfallen sieben auf Kondé:
1. Adjêdè
2. Akoussitè
3. Assodè
4. Komdè
5. Mankpassi
6. Wèkètè
7. Yamsalé